# Продром (дем Мъглен)
Вижте пояснителната страница за други населени места с името Продром.
Продро̀м (на гръцки: Πρόδρομος, Продромос) е село в Егейска Македония, Гърция, в дем Мъглен (Алмопия) на административна област Централна Македония.

## География
Селото се намира на 240 m надморска мвисочина на 7 km североизточно от Къпиняни, в котловината Мъглен (Моглена), близо до източните склонове на планината Паяк. Малка платанова горичка го отделя от Новоселци. Източно от селото тече река Мъгленица, която напоява добре землището му. Над селото в Мъгленица се влива десният ѝ приток Раковица, а срещу селото десният приток Копривища.

## История

### Античност
На хълма Горица между Новоселци и Продром са открити останки от укрепено селище от III век пр. Хр. Гробище от Желязната епоха има и на отсрещния хълм, от другата страна на Мъгленица, в землището на Продром, западно от селото, който също се казва Горица.

### Средновековие
Името на село Продром произлиза от съществувалия в негова близост византийски манастир „Свети Йоан Предтеча“ (на гръцки Агиу Продрому), метох на Великата Лавра. Край селото са открити останки от християнска базилика.

### В Османската империя
В 1889 година Стефан Веркович („Топографическо-этнографическій очеркъ Македоніи“) пише за Продром:
| „ | На четвърт час на юг от Фущяни се намира мюсюлманското село Продром, състоящо се от 60 къщи и 95 нуфузи, които плащат 3218 пиастри данък. В един продромски чифлик има 6 християнски къщи и 8 нуфузи, които плащат 240 пиастри военен данък (бедели) и 560 пиастри данък... На четвърт час на изток в предходни времена се е намирал манастирът Продром (Йоан Предтеча), от който днес са останали само развалини. Под светия престол е оцелял свещения извор (аязмо) на Свети Йоан Предтеча. Тук в сряда идват много болни, получаващи изцеление. | “ |

Съгласно статистиката на Васил Кънчов („Македония. Етнография и статистика“) към 1900 година в Продром (Продромъ) живеят 430 българи мохамедани.
Селището обаче запазва християнското си име отпреди ислямизацията.
Екзархийската статистика за Воденската каза от 1912 година сочи 364 жители.

### В Гърция
През Балканската война в 1912 година селото е окупирано от гръцки части и остава в Гърция след Междусъюзническата война в 1913 година. Боривое Милоевич пише в 1921 година („Южна Македония“), че Продром има 71 къщи славяни мохамедани.
В 1924 година по силата на Лозанския договор мюсюлманското му население се изселва в Турция и на негово място са настанени гърци, бежанци от Източна Тракия, Турция. Според преброяването от 1928 година селото е бежанско с 53 бежански семейства и 202 души.
Селото пострадва от Гражданската война в Гърция (1946 - 1949) и през зимата на 1946 година жителите му насилствено са изселени във Фущани и Солун. След нормализацията на обстановката се връщат само малка част.
В 1991 година селото има 110 или 157 жители.
Селото произвежда овошки, тютюн, жито.
| Година    | 1913 | 1920 | 1928 | 1940 | 1951 | 1961 | 1971 | 1981 | 1991 | 2001 | 2011 | 2021 |
| --------- | ---- | ---- | ---- | ---- | ---- | ---- | ---- | ---- | ---- | ---- | ---- | ---- |
| Население | 375  | 335  | 202  | 310  | 178  | 205  | 165  | 127  | 157  | 186  | 88   | 80   |